# Chiesa dell'Ascensione (Belgrado)
La Chiesa dell'Ascensione (in serbo Ваѕнесењска црква?, Vaznesenjska crkva) è un edificio di culto ortodosso situato nel centro di Belgrado, capitale della Serbia. La chiesa fu dichiarata nel 1969 monumento culturale.